# Världsmästerskapen i hastighetsåkning på skridskor 1910
Världsmästerskapen i hastighetsåkning på skridskor 1910 avgjordes under perioden 5-6 mars 1910 på Norra hamnen i Helsingfors, Finland.
Nikolay Strunnikov fick lägst antal poäng, och korades till världsmästare.

## Allroundresultat
| Placering | Åkare              | Nation     | Poäng | 500 meter | 5 000 meter  | 1500 meter   | 10 000 meter |
| 1         | Nikolay Strunnikov | Ryssland   | 9     | 49.3 (3)  | 9:31.8 (3)   | 18:34.0 (1)  | 2:33.0 (2)   |
| 2         | Oscar Mathisen     | Norge      | 10    | 46.3 (1)  | 9:30.6 (2)   | 19:18.0 (6)  | 2:32.6 (1)   |
| 3         | Martin Sæterhaug   | Norge      | 14    | 47.8 (2)  | 9:32.0 (4)   | 19:17.6 (5)  | 2:35.2 (3)   |
| 4         | Magnus Johansen    | Norge      | 15    | 51.0 (10) | 9:27.9 (1)   | 18:57.2 (2)  | 2:39.1 (4)   |
| 5         | Väinö Wickström    | () Finland | 18    | 49.5 (4)  | 9:44.0 (6)   | 19:08.8 (3)  | 2:39.2 (5)   |
| 6         | Jevgeni Boernov    | Ryssland   | 26    | 54.5 (12) | 9:37.0 (5)   | 19:15.8 (4)  | 2:42.2 (7)   |
| 7         | Björn Damstén      | () Finland | 28    | 49.8 (6)  | 9:45.8 (7)   | 19:33.8 (8)  | 2:43.0 (8)   |
| 8         | Gunnar Strömstén   | () Finland | 28    | 50.4 (9)  | 9:46.2 (8)   | 19:24.5 (7)  | 2:39.4 (6)   |
| 9         | Thomas Bohrer      | Österrike  | 33    | 50.3 (8)  | 10:01.1 (10) | 19:58.4 (9)  | 2:44.3 (9)   |
| 10        | Birger Carlsson    | Sverige    | 39    | 53.8 (11) | 10:18.8 (11) | 20:00.0 (10) | 2:52.6 (10)  |
| NC        | Jussi Wiinikainen  | () Finland | -     | 49.7 (5)  | 9:57.2 (9)   | NS           | NS           |
| NC        | Johan Vikander     | () Finland | -     | 49.9 (7)  | NF           | NS           | NS           |

 * = Föll
NC = Utan slutplacering
NF = Slutförde ej tävlingen
NS = Startade ej
 DQ = Diskvalificerad
Source: SpeedSkatingStats.com

## Regler
Fyra distanser åktes:
- 500 meter
- 1500 meter
- 5000 meter
- 10000 meter

Ranking gjordes efter ett poängsystem. Poängen delades ut till åkare som åkt alla distanser. Slutrankingen avgjordes sedan genom att rangordna åkarna, med lägsta poäng först.
- 1 poäng för 1:e plats
- 2 poäng för 2:a plats
- 3 poäng för 3:e plats
- och så vidare

Dåtida godkände också att om någon vunnit minst tre av fyra distanser blev denna världsmästare.
Silver- och bronsmedaljer delades ut.

### Fotnoter
1. ↑  ”Results of the 1910 World Championship Allround Men”. SpeedSkatingStats.com. http://www.speedskatingstats.com/index.php?file=championships&g=m&type=wchall&year=1910. Läst 25 augusti 2012.